# Bowenbecken

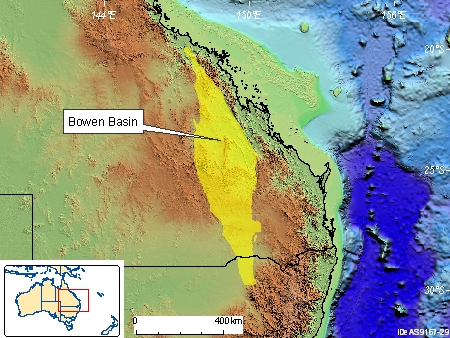
Lage des Bowenbeckens in Queensland

Das Bowenbecken (englisch: Bowen Basin) entstand vom Perm bis zur Mittleren Trias in Queensland, Australien. Das Sedimentbecken erstreckt sich über eine Fläche von 60.000 km². In diesem Gebiet liegen die bedeutendsten Kohle- und Erdgasvorkommen in Australien. Ludwig Leichhardt, ein deutscher Forschungsreisender, fand als erster Europäer Kohlevorkommen in Bowenbecken, als er sich auf seiner ersten Entdeckungsreise von 1844 bis 1855 von Port Essington ins Northern Territory befand.
Das Bowenbecken ist Teil des größeren Sydney-Gunnedah-Bowen-Beckens.

## Geologie
Im Süden wird das Bowenbecken bis zur Hälfte vom Suratbecken überdeckt. Die Sedimentationsschichten erreichen im nördlichen Abschnitt, sowohl vom Taroom Trough (östlich) als auch vom Denison Trough (westlich) eine maximale Mächtigkeit von mehr als 10.000 Metern. Die Ablagerungen entstanden im frühen Perm aus Sedimentationen von Flüssen, in Binnenseen sowie von vulkanischen Ereignissen, die sich alle in einem Senkungsgraben schichtenweise im Osten ablagerten, während sich im Westen Kohle und nichtmarine Sedimente ansammelten. In einer warmen Phase vom mittleren bis zum späten Perm bildeten sich in Flussmündungen und in Flachwasserzonen weitere klastische Sedimente und Kohleflöze. Das Vorland dieses Beckens erweiterte sich vom Osten bis Westen im späten Perm, in dem Sedimente aus Flüssen und Seen sowie Kohleflöze in großen Mächtigkeiten entstanden. In der frühen und mittleren Trias kam es erneut zu Sedimentbildungen aus Flüssen und Binnenseen. Im Norden schließt es an das Sydneybecken an.

## Kohlevorkommen
Das Bowenbecken enthält das größte Kohlevorkommen Australiens. Es ist zugleich das weltweit größte Vorkommen von bituminöser Kohle. Es reicht von Collinsville bis Theodore. Über 100 Kohleablagerungen wurden entdeckt, davon fördern 34 Kohlebergwerke derzeit etwa 100 Millionen Tonnen jährlich. Bituminöse Kohle ist höherwertiger als Braunkohle, während die Anthrazitkohle höherwertig als die bituminöse Kohle ist.

## Gasfelder
Im Norden des Beckens bildeten sich in flachen Gewässern aus den Kohleablagerungen des Perm große Volumina von Methangas. In den unterirdischen Gasfeldern kommen zwei Formen von Erdgas vor, die wirtschaftlich genutzt werden: Naturgas und Coal Seam Methane (CSM). Der Hauptbestandteil beider Gase ist Methan.
Erdgas ist ein brennbares Naturgas. Es tritt häufig zusammen mit Erdöl auf, da es auf ähnliche Weise entsteht. In Queensland gibt es allerdings keine bedeutenden Ölvorkommen. Erdgase bestehen hauptsächlich aus hochentzündlichem Methan, unterscheiden sich aber in ihrer weiteren chemischen Zusammensetzung. Das Coal Seam Methane wird durch Bergbau freigesetzt und als Brennstoff genutzt.

### Fairview-Gasfeld
Das Fairview-Gasfeld erstreckt sich über ein Feld vom 5.000 km² etwa 500 bis 600 km nordwestlich von Brisbane und 100 bis 200 km nördlich von Roma und ist mit einer etwa 130 km langen Pipeline mit Wallumbilla verbunden.

### Scotia-Gasfeld
The Scotia Gasfeld liegt etwa 340 km nordwestlich von Brisbane und 145 km nordöstlich von Roma. Das Gas wird in einer 111 km langen Pipeline von Scotia zur Roma-Brisbane Pipeline transportiert.